# Anne Bouvier
Pour les articles homonymes, voir Bouvier.
Anne Bouvier est une actrice et metteuse en scène française.
Elle obtient en 2016 le Molière de la comédienne dans un second rôle et en 2019, le Molière de la comédienne dans un spectacle de théâtre privé.
Elle est présidente du conseil d'administration de la Société civile pour l'administration des droits des artistes et musiciens interprètes (Adami) depuis 2020.

## Biographie
Fille du comédien et metteur en scène Jean-Pierre Bouvier, Anne Bouvier effectue des études de lettres (hypokhâgne et khâgne) avant d'entrer à l'université Paris IV pour un cursus d'études théâtrales. Elle poursuite sa formation à l'École nationale supérieure des arts et techniques du théâtre puis au Conservatoire national supérieur d’art dramatique.
Anne Bouvier commence sa carrière au théâtre dans Ruy Blas en 1997.
En 2016, elle reçoit le Molière de la comédienne dans un second rôle pour son rôle dans Le Roi Lear.
Depuis 2018, elle joue régulièrement dans la série Scènes de ménages, où elle incarne Stéphanie, la mère de Leslie, une femme un peu particulière — voire complètement loufoque.
En 2020, elle est élue présidente du conseil d'administration de la Société civile pour l'administration des droits des artistes et musiciens interprètes (Adami).

## Théâtre

### Comédienne
- 1997 : Ruy Blas, de Victor Hugo, mise en scène Jean-Pierre Bouvier
- 1999 : Fragments Koltès, d’après des textes de Bernard-Marie Koltès, mise en scène Catherine Marnas
- 1999 : Les Liaisons dangereuses de Pierre Choderlos de Laclos, mise en scène Philippe Faure
- 2001 : Le naufrage du Titanic, de Hans Magnus Enzensberger, mise en scène Catherine Marnas
- 2003 : Faust ou la Tragédie du savant, d'après Goethe, mise en scène Catherine Marnas
- 2004 : Roberto Zucco de Bernard-Marie Koltès, mise en scène Philippe Calvario
- 2005 : Richard III de Shakespeare, mise en scène Philippe Calvario
- 2006 : Mais n'te promène donc pas toute nue ! de Georges Feydeau, mise en scène Rodolphe Sand
- 2006 : Huis clos de Jean-Paul Sartre, mise en scène Guillaume Gallienne
- 2007 : La Dernière nuit de Hadrien Raccah, mise en scène Anne Bouvier
- 2007 : Le Cid de Pierre Corneille, mise en scène Bérangère Jannelle
- 2008 : Roméo et Juliette de Shakespeare, mise en scène Pauline Bureau
- 2008 : Dom Juan de Molière, mise en scène Philippe Torreton
- 2009 : L'inspecteur Whaff de Tom Stoppard, mise en scène Jean-Luc Revol
- 2009 : La Bombe de Carole Greep, mise en scène Rodolphe Sand
- 2010 : Le Jeu de l'amour et du hasard de Marivaux, mise en scène Philippe Calvario
- 2011 : Hamlet de Shakespeare, mise en scène Jean-Luc Revol
- 2012 : Du piment dans le caviar de Carole Greep, mise en scène Thierry Lavat
- 2013 : Même pas vrai de Nicolas Poiret et Sébastien Blanc, mise en scène Jean-Luc Revol
- 2013 : En réunion de Andrew Payne, mise en scène Patrice Kerbrat
- 2015 : Le Roi Lear de Shakespeare, mise en scène Jean-Luc Revol
- 2016 : Peau de Vache de Pierre Barillet et Jean-Pierre Gredy, mise en scène Michel Fau, Théâtre Antoine
- 2018 : Mademoiselle Molière de Gérard Savoisien, mise en scène Arnaud Denis
- 2021 : La Maternelle d'Arnaud Gidoin, mise en scène Anne Bouvier
- 2023 : Les liaisons dangereuses de Pierre Choderlos de Laclos, mise en scène Arnaud Denis, théâtre Tête d'Or, tournée

### Metteur en scène
- 2005 : Terminus de Hadrien Raccah
- 2007 : La Dernière nuit de Hadrien Raccah
- 2008 : Rapport sur Moi de Grégoire Bouillier au Théâtre Tristan Bernard
- 2009 : Voyage pour Henoch de Hadrien Raccah
- 2010 : La Dame au petit chien de Anton Tchekhov au Théâtre de la Huchette
- 2013 : La Liste de mes envies de Grégoire Delacourt au Ciné 13 Théâtre
- 2015 : Le Chant des oliviers de Marilyne Bal
- 2016 : Le Grand déballage de Sébastien Blanc et Nicolas Poiret
- 2017 : Darius de Jean-Benoît Patricot au Théâtre des Mathurins
- 2017 : Madame Marguerite de Roberto Athayde au Théâtre du Lucernaire
- 2017 : Sur la route de Madison d'après Robert James Waller, Théâtre du Chien qui fume, Festival Off d'Avignon
- 2021 : La Maternelle d'Arnaud Gidoin
- 2022 : Derrière le rideau d'Eric Assous
- 2022 : Tout le monde savait d'Elodie Wallace, théâtre de l'Œuvre
- 2025 : Le Journal d'Antoine Beauquier, théâtre de Paris
- 2025 : Le Bémol de Cyril Massarotto, théâtre des Variétés

## Filmographie

### Cinéma
- 2014 : Tiens-toi droite de Katia Lewkowicz
- 2015 : Un Français de Diastème
- 2016 : Ils sont partout d'Yvan Attal
- 2016 : Primaire d'Hélène Angel
- 2017 : Maryline de Guillaume Gallienne
- 2021 : Les Choses humaines de Yvan Attal
- 2022 : Hommes au bord de la crise de nerfs d'Audrey Dana
- 2024 : Neuilly-Poissy de Grégory Boutboul

### Télévision
- 2003 : PJ, épisode Jour de grève : Anne-Lorraine
- 2017 : Lebowitz contre Lebowitz
- 2018 : Le Temps des égarés de Virginie Sauveur
- Depuis 2018 : Scènes de ménages : Stéphanie, la mère de Leslie
- 2019 : Munch, saison 3 épisode 2 : Margot Bouvier
- 2020 : Balthazar : Dos au mur [S03-E03] : Commandant Randal
- 2020 :  Section de recherche, épisode Réalités virtuelles : Patricia Blanchard
- 2021 : La Faute à Rousseau (mini-série, épisode Théo et le Bonheur) d'Adeline Darraux et Octave Raspail : Sarah
- 2021 : Demain nous appartient, saison 4 : Hélène Beaulieu (épisodes 897 à 911)
- 2021 : Rebecca, mini-série de Didier Le Pêcheur : Collègue Carole
- 2021 : VTC (série)
- 2022 : Les Particules élémentaires d'Antoine Garceau : Sophie Wilkening
- 2024 : Le Daron, épisode 5 Les apparences : Valérie Chavanel

## Distinctions
- Molières 2016 : Molière de la comédienne dans un second rôle pour Le Roi Lear
- Molières 2019 : Molière de la comédienne dans un spectacle de théâtre privé pour Mademoiselle Molière
- Chevalier de l'ordre des Arts et des Lettres (2025)